# Rhynchium multispinosum
Rhynchium multispinosum är en stekelart som först beskrevs av Henri Saussure 1855.  Rhynchium multispinosum ingår i släktet Rhynchium och familjen Eumenidae. Inga underarter finns listade i Catalogue of Life.